# Yokote

Yokote (横手市 Yokote-shi?) este un municipiu din Japonia, prefectura Akita.